# Saubara
Saubara est une municipalité brésilienne de l'État de Bahia et la microrégion de Santo Antônio de Jesus.